# Avenida San Martín (Bella Vista)
La Avenida San Martín es una de las principales calles de la localidad de Bella Vista, ubicada en el Partido de San Miguel en la Provincia de Buenos Aires.

## Recorrido
La Avenida San Martín comienza en el límite con Campo de Mayo en el cruce con la Av. Pres. Arturo U. Illia y las vías de la Línea Urquiza y tiene un recorrido de unos 3,7 km aproximadamente, finaliza en el cruce con la calle Gustavo Flaubert.

### Calles importantes que cruza
- 0: Inicio de la avenida en su intersección con la Av. Pres. Arturo U. Illia.
- 1.600: Cruce con la Av. Tte. Gral. Ricchieri.
- 1.780: Cruce con la Av. Francia.
- 1.900: Cruce con la calle Ente Ríos.
- 2.000: Cruce con la calle Ohiggins.
- 2.100: Cruce con la calle Munzón.
- 2.200: Cruce con la calle Ameghino.
- 2.400: Cruce con la  Av. Gaspar Campos.
- 2.680: Fin de la avenida.